# Sankt Nicolai Sogn (Kolding Kommune)

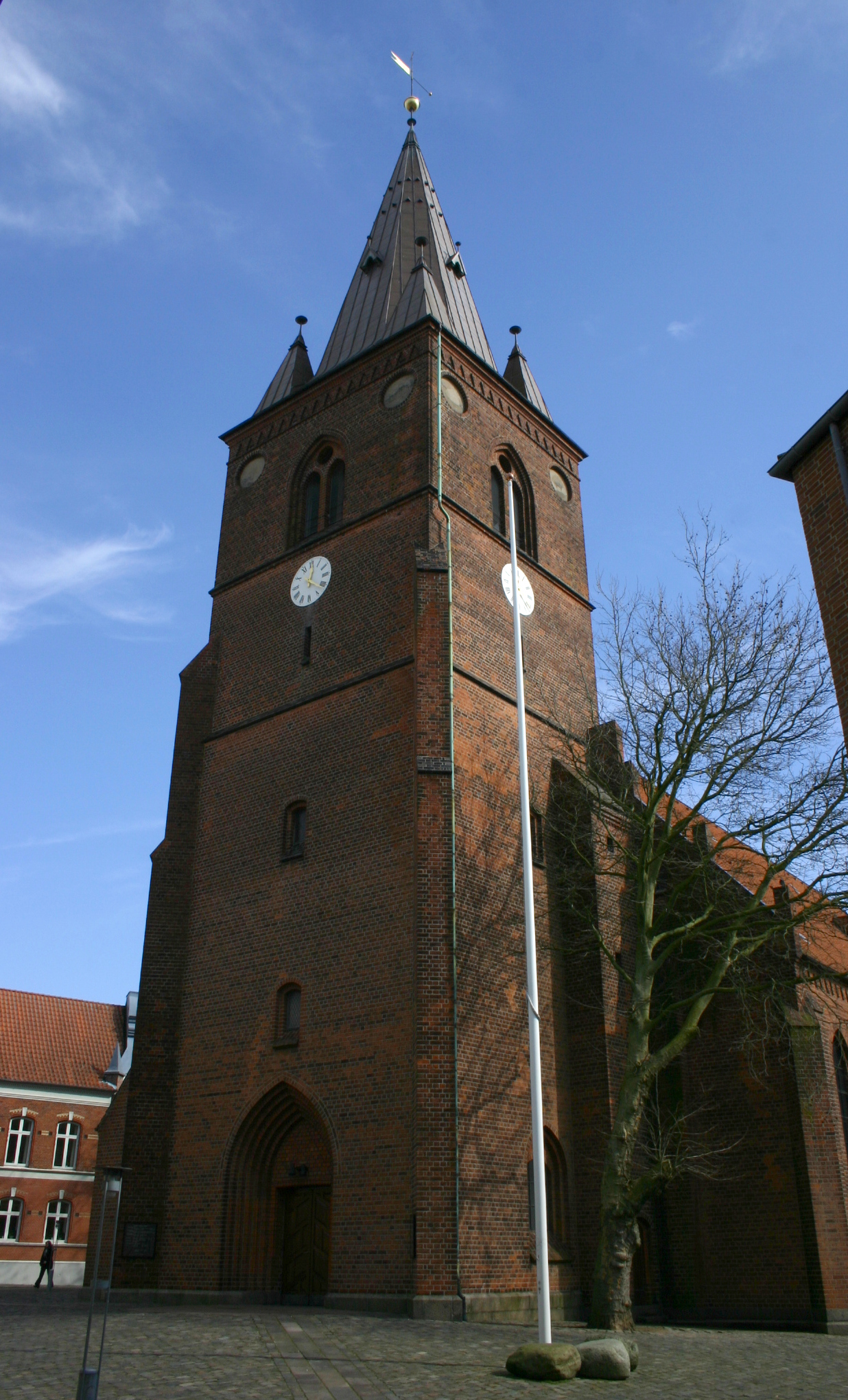
Sankt Nicolai Kirke

Sankt Nicolai Sogn ist eine Kirchspielsgemeinde (dän.: Sogn) in Kolding im südlichen Dänemark. Bis 1970 gehörte sie zur Harde Brusk Herred im damaligen Vejle Amt, danach zur Kolding Kommune im erweiterten Vejle Amt, die im Zuge der  Kommunalreform zum 1. Januar 2007 in der „neuen“ Kolding Kommune in der Region Syddanmark aufgegangen ist.
Von den 62.338 Einwohnern von Kolding leben 11.021 im Kirchspiel (Stand:1. Januar 2023). Im Kirchspiel liegt die Kirche „Sankt Nicolai Kirke“.
Nachbargemeinden sind im Südosten Brændkjær Sogn, im Süden Kristkirkens Sogn (Kolding Kommune) im Südwesten Seest Sogn im Westen Harte Sogn, im Norden Simon Peters Sogn und Bramdrup Sogn und im Nordosten Nørre Bjert Sogn.